# Cascade de Gairaut

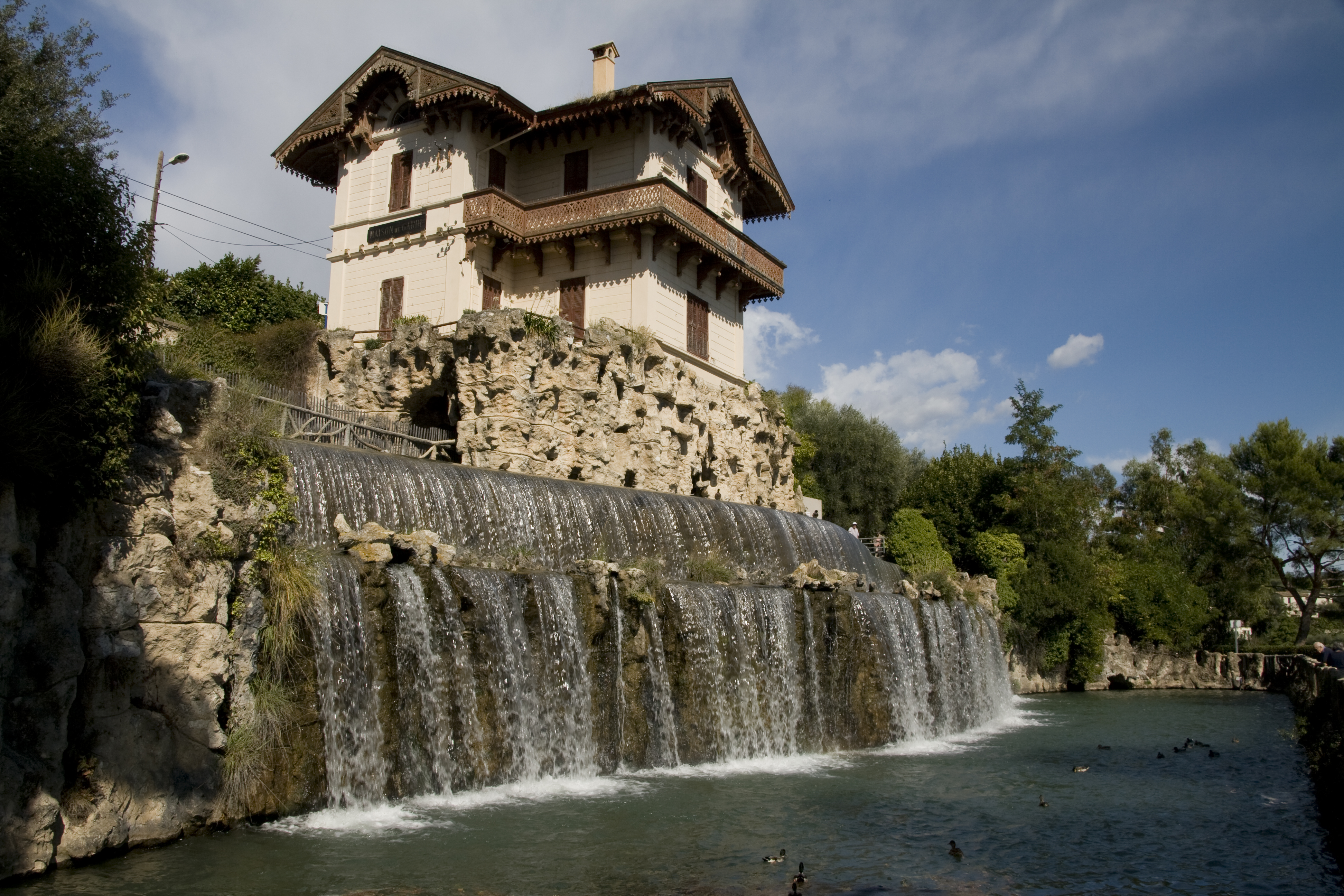
Cascade de Gairaut (2011)

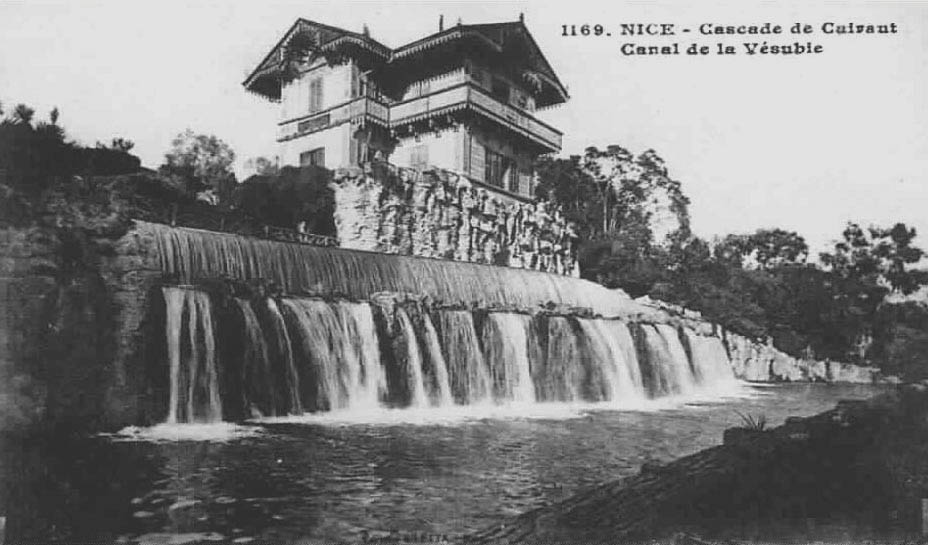
Cascade de Gairaut (frühes 20. Jahrhundert)

Die Cascade de Gairaut ist ein künstlicher Wasserfall in Nizza, der 1883 im Quartier de Gairaut errichtet wurde.

## Beschreibung
Auf dem gleichnamigen Hügel gelegen, befindet sich der Wasserfall am Ende des Canal de la Vésubie, der von 1880 bis 1883 gebaut wurde, um die Wasserversorgung Nizzas zu verbessern.
Das Wasser fließt in Kaskaden über mehrere Becken, in deren Zentrum ein im alpenländischen Stil gebautes Holzhaus steht. Das Ensemble besteht aus einer Gruppe von Höhlen mit falschen Stalaktiten, die durch mit Zement überzogene Holzäste imitiert werden. Zu Beginn des 20. Jahrhunderts war der Wasserfall ein Etappenziel zahlreicher Ausflugswege im Pays niçois, und sowohl Reiseführer als auch die zeitgenössische Lokalpresse empfahlen die Stätte ihren Lesern wegen ihrer Gestaltung und der Panoramaaussicht.
Auch heute dient die Anlage weiterhin der Anreicherung des Wassers mit Sauerstoff und ist ein Zielpunkt für Wanderungen zahlreicher Besucher.
Das Ensemble der Becken, Wasserfälle, Felsgrotten und das Chalet sind seit dem 28. November 2001 Gegenstand der Einschreibung als Monument historique.